# Démocratie chrétienne (Espagne)
Pour les articles homonymes, voir Démocratie chrétienne (homonymie) et Parti démocrate populaire.
La Démocratie chrétienne (en espagnol : Democracia Cristiana, DC) est un parti politique espagnol de centre droit actif entre 1982 et 1989, fondé sous le nom de Parti démocrate populaire (Partido Demócrata Popular, PDP).
Issu du courant démocrate chrétien de l'Union du centre démocratique (UCD), il est fondé par le député Óscar Alzaga. Le PDP constitue jusqu'en 1986 le principal allié de l'Alliance populaire (AP).
Il rompt avec l'AP après les élections générales anticipées de 1986 et entre en crise profonde en 1987. Il prend son dernier nom en 1988 mais décide l'année suivante de fusionner avec le nouveau Parti populaire (PP).

## Histoire

### Fondation et la Coalition populaire

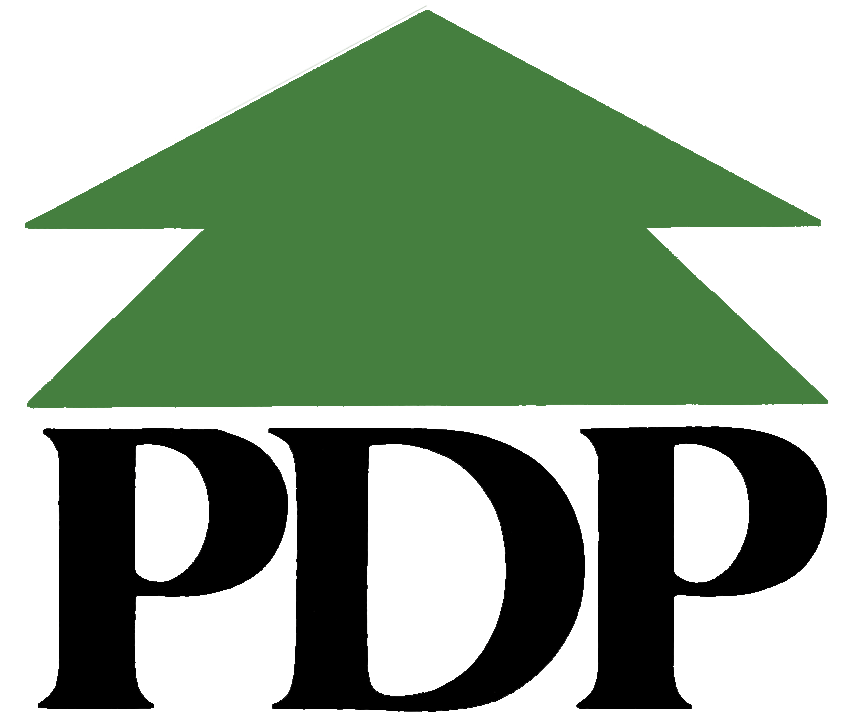
Logo du Parti démocrate populaire.

Le Parti démocrate populaire est inscrit au registre des partis politiques du ministère de l'Intérieur le 5 juillet 1982 par des membres du courant démocrate-chrétien de l'UCD, emmenés par le député de Madrid Óscar Alzaga (es). Le 20 du même mois, douze députés, huit sénateurs et quatre anciens parlementaires adhèrent également au PDP et Alzaga présente la liste des 44 personnes qui intègrent sous sa présidence la direction provisoire du parti, dont certains noms préoccupent l'exécutif de l'UCD tant ils sont idéologiquement proches de ses dirigeants.
À la fin du mois d'août, la constitution d'une coalition avec l'Alliance populaire (AP) de Manuel Fraga n'est plus qu'une question de jours et Alzaga annonce son intention d'avancer le congrès fondateur du PDP. Juste avant la conclusion de l'alliance, les deux formations font savoir qu'elle vaudra également pour les élections municipales prévues en mai 1983. L'accord de coalition, qui inclut également le Parti aragonais régionaliste (PAR), l'Union du peuple navarrais (UPN) et l'Union valencienne (UV), est officiellement signé le 13 septembre par Fraga et Alzaga.
Le congrès constituant, conclu le 26 septembre, consacre Óscar Alzaga (es) à la présidence, Eduardo Carriles et José Luis Álvarez vice-présidents, José Manuel Otero Novas secrétaire général et José Ramón Pin Arboledas vice-secrétaire général.

### Entrée aux Cortes
Les élections générales anticipées du 28 octobre 1982 permettent au PDP de remporter quinze députés au Congrès et dix sénateurs, qui rejoignent tous le « groupe parlementaire populaire ». Trois semaines plus tard, le président de la Députation forale de Navarre Jaime Ignacio del Burgo (es) annonce qu'il quitte l'UCD et adhère au PDP.
Ce succès relatif — la Coalition populaire devient la principale force d'opposition mais les socialistes disposent de la majorité absolue dans les deux chambres — amène les deux formations à poursuivre leur alliance en vue des élections municipales et autonomiques du 8 mai 1983, qui s'élargit à l'Union libérale (UL). Le 20 février 1983, Alzaga intègre une vingtaine d'anciens dirigeants de l'UCD au conseil politique du parti, dont José María Álvarez del Manzano, Luis de Grandes, Jaime Mayor Oreja ou Javier Rupérez (en). Ils rejoignent le comité exécutif le 3 mars suivant, Rupérez devenant vice-président après avoir été pressenti comme nouveau secrétaire général.
Au cours des élections municipales et autonomiques, la CP s'impose dans dix capitales de province sur les 50 à pourvoir, le PDP obtenant Burgos et Ciudad Real, mais aucune présidence de communauté autonome. Le 6 juin suivant, le député de Biscaye Julen Guimón (es) prend la suite d'Otero Novas, promu vice-président, au poste de secrétaire général. Au cours du IIe congrès national, célébré les 26 et 27 janvier 1985 à Madrid, la direction est reconduite, Alzaga comme président, Guimón secrétaire général, Álvarez, Carriles, Rupérez et Otero Novas vice-présidents, auxquels s'ajoute Íñigo Cavero, récemment intégré au PDP. Toutefois, Luis de Grandes prend le 6 juillet suivant le poste de secrétaire général du parti, après que Guimón a demandé à en être relevé pour se concentrer sur d'autres responsabilités.
Le mois de septembre 1985 est marqué par de nouvelles adhésions d'anciens ministres issus de l'UCD, à savoir Rodolfo Martín Villa, déjà désigné pour prendre la présidence du parti en Castille-et-León, Félix Manuel Pérez Miyares, Manuel Núñez Pérez et Luis Ortiz.

### Rupture avec l'Alliance populaire
En prévision des élections législatives et sénatoriales anticipées du 22 juin 1986, l'AP, le PDP et le Parti libéral (PL), qui a succédé à l'UL en 1985, confirment le 8 mai précédent leurs candidatures communes. Le Parti démocrate populaire obtient ainsi sept têtes de liste, dont Luis de Grandes dans la circonscription électorale de Guadalajara et Javier Rupérez dans la circonscription électorale de Cuenca, et dix places de numéro deux, notamment Óscar Alzaga dans la circonscription électorale de Madrid.
Les résultats du scrutin — au cours duquel la Coalition remporte 26 % des voix et les démocrates chrétiens totalisent vingt et un députés et onze sénateurs — ouvrent une grave crise au sein de l'alliance : le PDP et le PL critiquent vertement la stratégie électorale tandis que l'AP considère que la position du centre droit est consolidée. Ainsi le 14 juillet 1986, Alzaga prend la décision d'inscrire ses députés et sénateurs au groupe mixte, ce qui génère de facto la dissolution de la Coalition populaire selon plusieurs dirigeants de l'Alliance populaire, une analyse rejetée par le Parti démocrate populaire qui affirme agir « contre sa volonté » et confirme sa volonté d'appliquer pleinement les accords politiques en vigueur dans les communautés autonomes, députations provinciales et conseils municipaux.
Dès le lendemain, José Luis Álvarez et Eduardo Carriles renoncent à leurs vice-présidences pour critiquer la décision du parti, puis le comité de discipline annonce le 16 juillet qu'il suspend de ses droits militants José Manuel Otero Novas pour son opposition et sa désobéissance aux décisions adoptées par la direction du parti. Finalement le 21 juillet, le secrétaire général de l'AP Jorge Verstrynge indique que le comité exécutif national de son parti a décidé à l'unanimité de rompre tout accord politique et électoral avec le PDP. L'inscription au groupe mixte est ratifiée à une large majorité le 29 juillet par le conseil politique, seuls Rodolfo Martín Villa et Álvarez exprimant des critiques tandis que d'autres anciens ministres issus de l'UCD votent en faveur de cette décision.
À la rentrée parlementaire en septembre suivant, le Parti démocrate populaire obtient, avec la Gauche unie (IU), un statut spécial au sein du groupe mixte du Congrès, celui de pouvoir constituer un « groupement » disposant dans les faits du même temps de parole que les vrais groupes parlementaires, la seule différence se trouvant dans les ressources budgétaires allouées par la chambre basse. Peu après, le porte-parole du groupe populaire à la mairie de Madrid José María Álvarez del Manzano annonce qu'il a refusé d'être candidat du PDP au poste de maire et qu'il renonce à sa condition de militant du parti tandis que le Parti démocrate populaire parvient à la surprise générale à faire voter une motion de censure municipale qui lui donne le contrôle de la ville de Ségovie. C'est ensuite Julen Guimón qui renonce à militer au sein du PDP, Alzaga affirmant alors que lui et Álvarez del Manzano avaient maintenu des contacts avec des dirigeants de l'Alliance populaire depuis plus de deux mois.

### Crise de1987et déclin
Au cours du IIIe congrès du PDP, organisé les 20 et 21 décembre 1986, Alzaga est confirmé dans ses fonctions de président, Cavero et Rupérez sont maintenus en tant que vice-présidents et de Grandes reste secrétaire général, tandis que Martín Villa intègre le comité exécutif et que José Luis Álvarez en sort à sa demande. Au début du mois de mai 1987, Rodolfo Martín Villa renonce comme candidat pour la présidence de la Castille-et-León, puis quitte le Parti démocrate populaire pour retourner dans le secteur privé.
À la fin du mois, Óscar Alzaga se trouve sous le feu des critiques de la direction nationale et des présidents de fédération provinciale pour avoir vertement attaqué les banques et le président de la Confédération espagnole des organisations d'entreprises (CEOE) José María Cuevas du fait de l'incapacité pour le PDP d'obtenir un crédit en vue des campagnes électorales des élections municipales, autonomiques et européennes. Il annonce le 21 mai sa démission de la présidence du parti, du Congrès, et son retrait de la vie politique, alors que s'ouvre la période de campagne officielle. Après Manuel Fraga et Miguel Herrero, il est le troisième personnage majeur du centre droit espagnol à renoncer à ses fonctions en six mois. Dès le lendemain, une réunion des groupements parlementaires et du comité exécutif confirme l'ensemble des candidats aux scrutins du 10 juin et proclame Javier Rupérez (en) président par intérim.
Bien que le PDP ne soit parvenu à ne remporter aucun élu européen et qu'un seul député autonomique dans la circonscription de Ségovie, totalisant 0,8 % des voix aux municipales et 0,9 % aux européennes, le conseil politique élit officiellement Rupérez président par 136 voix pour et quatorze blancs lors d'une réunion le 27 juin suivant. L'ancien porte-parole du parti José Ignacio Wert indique en septembre qu'il démissionne à son tour du Congrès des députés et retourne à sa carrière dans le privé, tout en restant adhérent du PDP.

### De la Démocratie chrétienne au Parti populaire
À l'occasion d'une réunion du comité exécutif le 28 janvier 1988, les dirigeants du parti approuvent une résolution qui renomme la formation en « Démocratie chrétienne » (Democracia Cristiana, DC), après qu'un sondage a démontré que le PDP capterait plus facilement le vote des 8 % d'Espagnols se réclamant de l'idéologie chrétienne-démocrate. La convention du parti approuve le 5 mars ce changement de nom par 142 voix pour et trois contre. Au cours de ce grand rassemblement, marqué par la présence des derniers dirigeants de l'UCD Landelino Lavilla et Juan Antonio Ortega, Rupérez explique que son parti propose un « projet centriste, civil et laïque », que le changement de nom correspond à « un changement de stratégie et une impérieuse nécessité d'identification » et qu'il poursuit l'objectif de gagner les élections et gouverner.
Alors que cinq députés et un sénateur ont profité de la refondation de l'AP en Parti populaire (PP) le 22 janvier 1989 pour y adhérer, la direction de la DC décide le lendemain à la quasi-unanimité, après une rencontre entre Rupérez et le vice-président du nouveau PP Marcelino Oreja, que ses parlementaires retourneront siéger au sein des deux groupes populaires du Congrès et du Sénat, puisque le PP revendique désormais les postulats chrétiens-démocrates associés à ceux du libéralisme économique. Toutefois, sept députés dont le porte-parole du groupement Modesto Fraile, Iñígo Cavero et Félix Manuel Pérez Miyares, rejettent ce rassemblement du centre droit et cherchent à assurer le maintien du groupement parlementaire, bien que le parti ait décidé sa dissolution. Tous trois rejoignent finalement au début du mois de février le Centre démocratique et social (CDS).
Le conseil politique vote cinq jours après l'intégration de la Démocratie chrétienne au sein du Parti populaire par 78 voix pour et trente voix contre, ainsi que la réunification parlementaire par 64 voix pour et 34 voix contre. La dissolution définitive du parti est actée le 4 juin suivant, le Parti populaire recevant alors le financement public jusqu'ici dévolu à la Démocratie chrétienne.

## Dirigeants

### Présidents
| Titulaire           | Dates                                                    | Remarques                                                                                               |
| ------------------- | -------------------------------------------------------- | --- |
| Óscar Alzaga (es)   | 20 juillet 1982 – 21 mai 1987 (4 ans, 10 mois et 1 jour) | Député de Madrid (1979-1987)                                                                            |
| Javier Rupérez (en) | 21 mai 1987 – 4 juin 1989 (2 ans et 14 jours)            | Député de Cuenca (1979-1982 ; 1986-1989) Député de Madrid (1989-1993) Député de Ciudad Real (1993-2000) |

### Secrétaires généraux
| Titulaire               | Dates                                                     | Remarques |
| ----------------------- | --------------------------------------------------------- | --- |
| José Manuel Otero Novas | 26 septembre 1982 – 6 juin 1983 (8 mois et 11 jours)      | Ministre de la Présidence (1977-1979) Député de Lugo (1979-1982) Ministre de l'Éducation (1979-1980) Député de Zamora (1989-1993) |
| Julen Guimón (es)       | 6 juin 1983 – 6 juillet 1985 (2 ans et 1 mois)            | Député de Biscaye (1979-1986) Député basque de Biscaye (1987-1990) |
| Luis de Grandes         | 6 juillet 1985 – 4 juin 1989 (3 ans, 10 mois et 29 jours) | Député de Guadalajara (1977-1982) Député de Castille-La Manche de Guadalajara (1983-1986) Député de Guadalajara (1986-1989) Député de Castille-La Manche de Guadalajara (1991-1993) Député de Guadalajara (1993-2004) Porte-parole du groupe populaire au Congrès (1996-2004) Député européen (depuis 2004) |

## Résultats électoraux

### Élections générales
| Année | Congrès des députés | Congrès des députés | Congrès des députés | Congrès des députés | Sénat    | Gouvernement |
| Année | %                   | Députés             | Tête de liste       | Rang                | Sénat    | Gouvernement |
| ----- | ------------------- | ------------------- | ------------------- | ------------------- | -------- | ------------ |
| 1982  | 26,48               | 15 / 350            | Manuel Fraga        | 2e                  | 10 / 208 | Opposition   |
| 1986  | 26,13               | 21 / 350            | Manuel Fraga        | 2e                  | 11 / 208 | Opposition   |

### Élections européennes
| Année | %   | Députés | Tête de liste       | Rang |
| ----- | --- | ------- | ------------------- | ---- |
| 1987  | 0,9 | 0 / 60  | Javier Rupérez (en) | 12e  |

### Élections municipales
| Année | %    | Conseillers  | Rang |
| ----- | ---- | ------------ | ---- |
| 1987  | 1,66 | 1520 / 65577 | 7e   |